# The Black Eagles
The Black Eagles is een basketbalvereniging uit Rosmalen. The Black Eagles is op 9 januari 1970 opgericht door T. van Langen en J. de Waal. In dat jaar waren er 82 leden die eenmaal per week trainden. Thuiswedstrijden worden gespeeld in Sporthal De Hazelaar in Rosmalen.
The Black Eagles is met ongeveer 420+ leden de grootste club van Noord-Brabant en een van de grootste basketbalverenigingen van Nederland.Al jaren spelen er teams van de club op het hoogste niveau. In het seizoen 2008/09 hadden de Black Eagles 48 teams die trainen en wedstrijden spelen. In 2021/22 hebben The Black Eagles 21 wedstrijdspelende teams. (6 senioren, 15 jeugd)
Het Heren 1 team van de Black Eagles speelt in de 1e Divisie. Het Heren 2 team speelt 2e Divisie.
The Black Eagles is een samenwerkingsverband aangegaan met Heroes Den Bosch, om de jeugd een kans te geven om op landelijk niveau te acteren.

## Erelijst
| Competitie     | Winnaar | Winnaar    | Runner-up | Runner-up  |
| Competitie     | Aantal  | Jaren      | Aantal    | Jaren      |
| -------------- | ------- | ---------- | --------- | ---------- |
| Nationaal      |         |            |           |            |
| Eerste divisie | 2×      | 2014, 2022 | 2×        | 2010, 2019 |